# East Bernard
East Bernard és una concentració de població designada pel cens dels Estats Units a l'estat de Texas. Segons el cens del 2000 tenia 1.729 habitants.

## Demografia
Segons el cens del 2000, East Bernard tenia 1.729 habitants, 631 habitatges, i 487 famílies. La densitat de població era de 483,7 habitants per km².
Dels 631 habitatges en un 37,2% hi vivien nens de menys de 18 anys, en un 61% hi vivien parelles casades, en un 12,7% dones solteres, i en un 22,8% no eren unitats familiars. En el 20,4% dels habitatges hi vivien persones soles el 9,8% de les quals corresponia a persones de 65 anys o més que vivien soles. El nombre mitjà de persones vivint en cada habitatge era de 2,74 i el nombre mitjà de persones que vivien en cada família era de 3,13.
Per edats la població es repartia de la següent manera: un 27,4% tenia menys de 18 anys, un 8,9% entre 18 i 24, un 27,7% entre 25 i 44, un 22,4% de 45 a 60 i un 13,5% 65 anys o més.
L'edat mediana era de 35 anys. Per cada 100 dones de 18 o més anys hi havia 93,4 homes.
La renda mediana per habitatge era de 35.500 $ i la renda mediana per família de 42.786 $. Els homes tenien una renda mediana de 29.402 $ mentre que les dones 23.913 $. La renda per capita de la població era de 16.011 $. Aproximadament el 10,3% de les famílies i el 12,2% de la població estaven per davall del llindar de pobresa.

## Poblacions properes
El següent diagrama mostra les poblacions més properes.